# Ла-Вента (ольмеки)

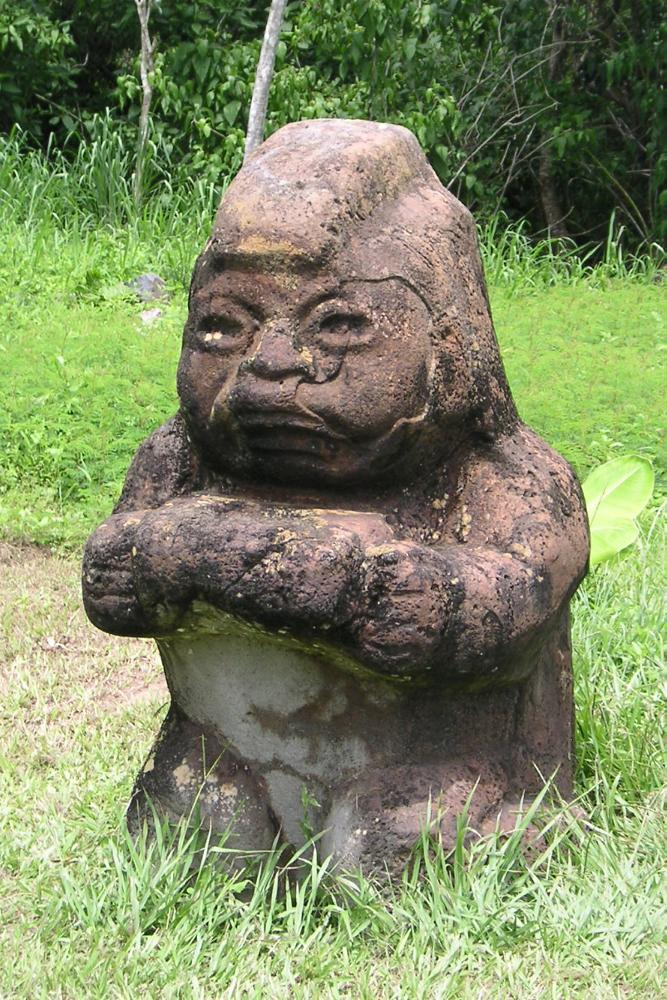
«The Grandmother», La Venta (копия). Официально известна как Памятник 5, эта статуя, как думают, представляет карлика.

Ла-Вента (la Venta) — культовый центр ольмекской культуры на острове в устье реки Тонала в штате Табаско (Мексика). Расцвет — VIII—IV века до н. э.
Включает несколько пирамид (высотой до 35 м), множество земляных насыпей, вымощенные ценными породами камня культовые площадки, склепы, церемониальные тайники, алтари, стелы и др. Своеобразны 5 гигантских изваяний человеческих голов из базальта (10—13 т каждая). Найдено также большое количество мелкой пластики из нефритa, жадеита, глины. Многие памятники Ла-Вента перевезены в музей под открытым небом в городе Вилья-Эрмоса (Мексика).

### История и топография

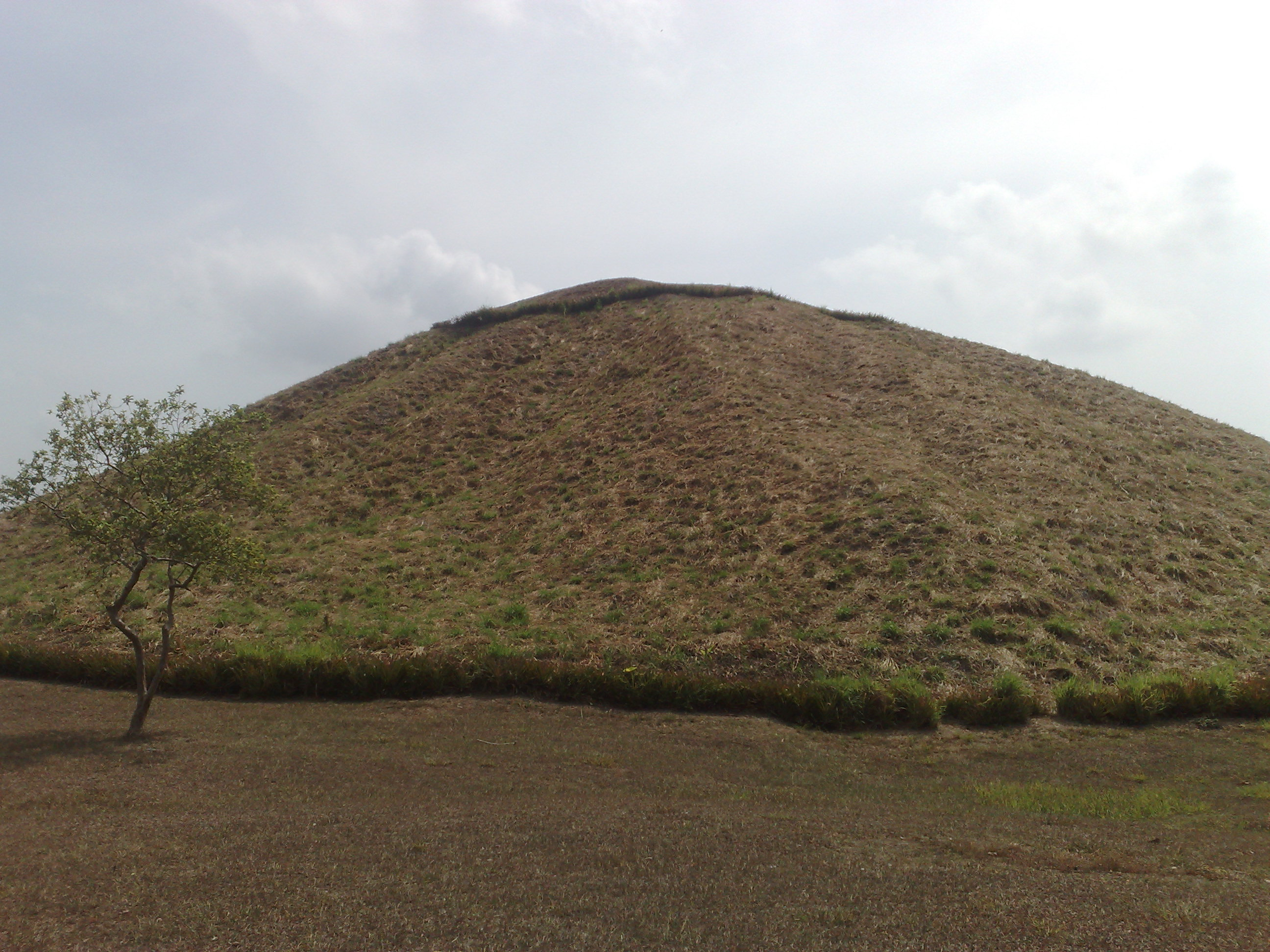
Большая пирамида в Ла-Вента

Город просуществовал в болотах Табаско примерно с 1100 по 400 г. до н. э. Общая площадь древнего города оценивается в 200 га. Население, включая зависимые посёлки, составляло 18 тысяч человек.
Он имел чёткую архитектурную планировку. Ось симметрии отклонялась точно на 8 градусов от направления на север. Все главные здания, построенные на плоских пирамидальных платформах, были правильно сориентированы относительно этой оси по сторонам света.
Городская площадь была вымощена тщательно отёсанными и отполированными брусками зелёного серпентина, прочно удерживаемого скрепляющим раствором. В центре возвышалась 33-метровая большая пирамида, возведённая в виде гофрированного конуса с десятью выступами и впадинами. Сторона пирамиды составляла 60 м, общий объём — около 8000 куб. м.

## Галерея изображений музея Ла-Вента

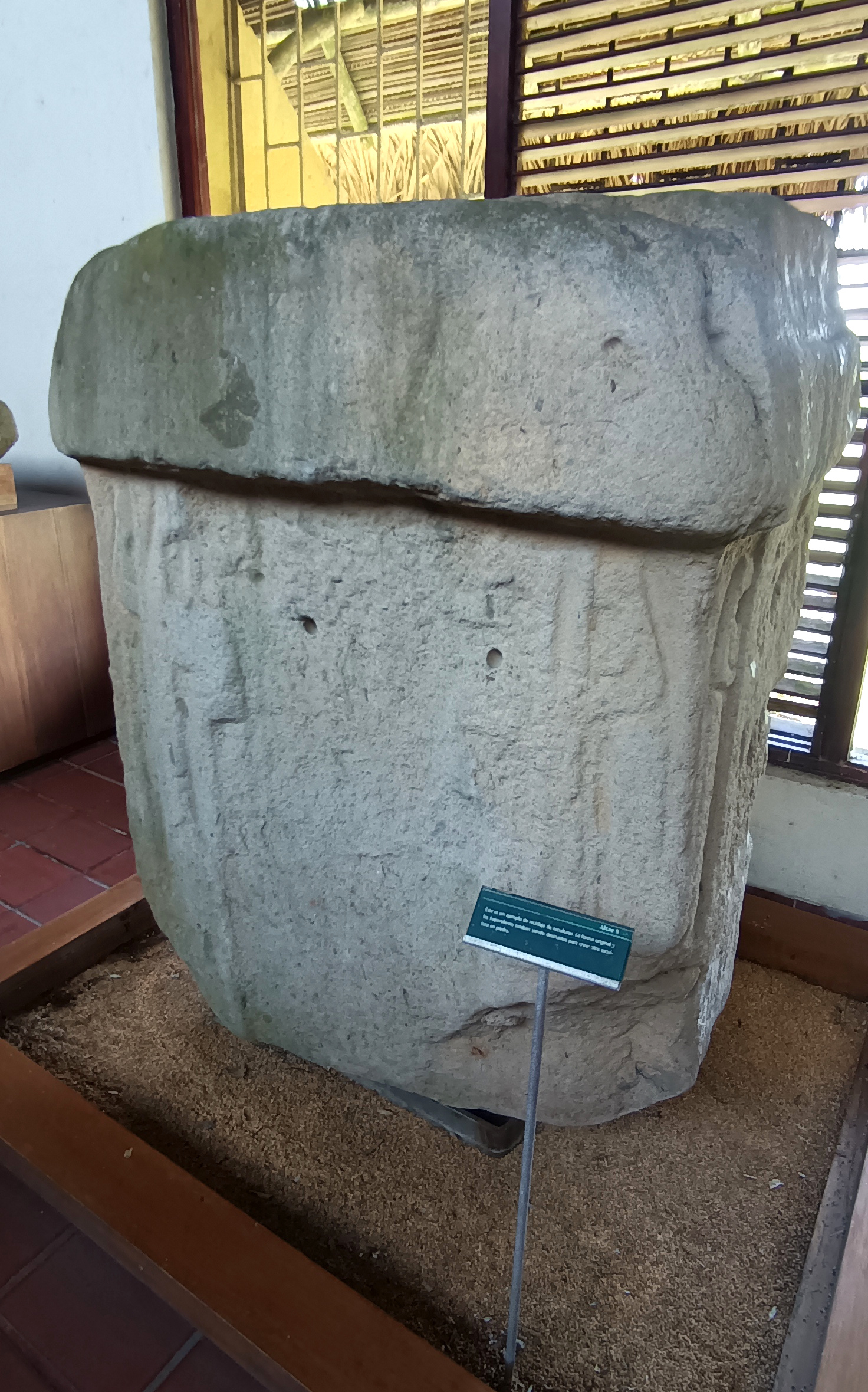
Алтарь 8
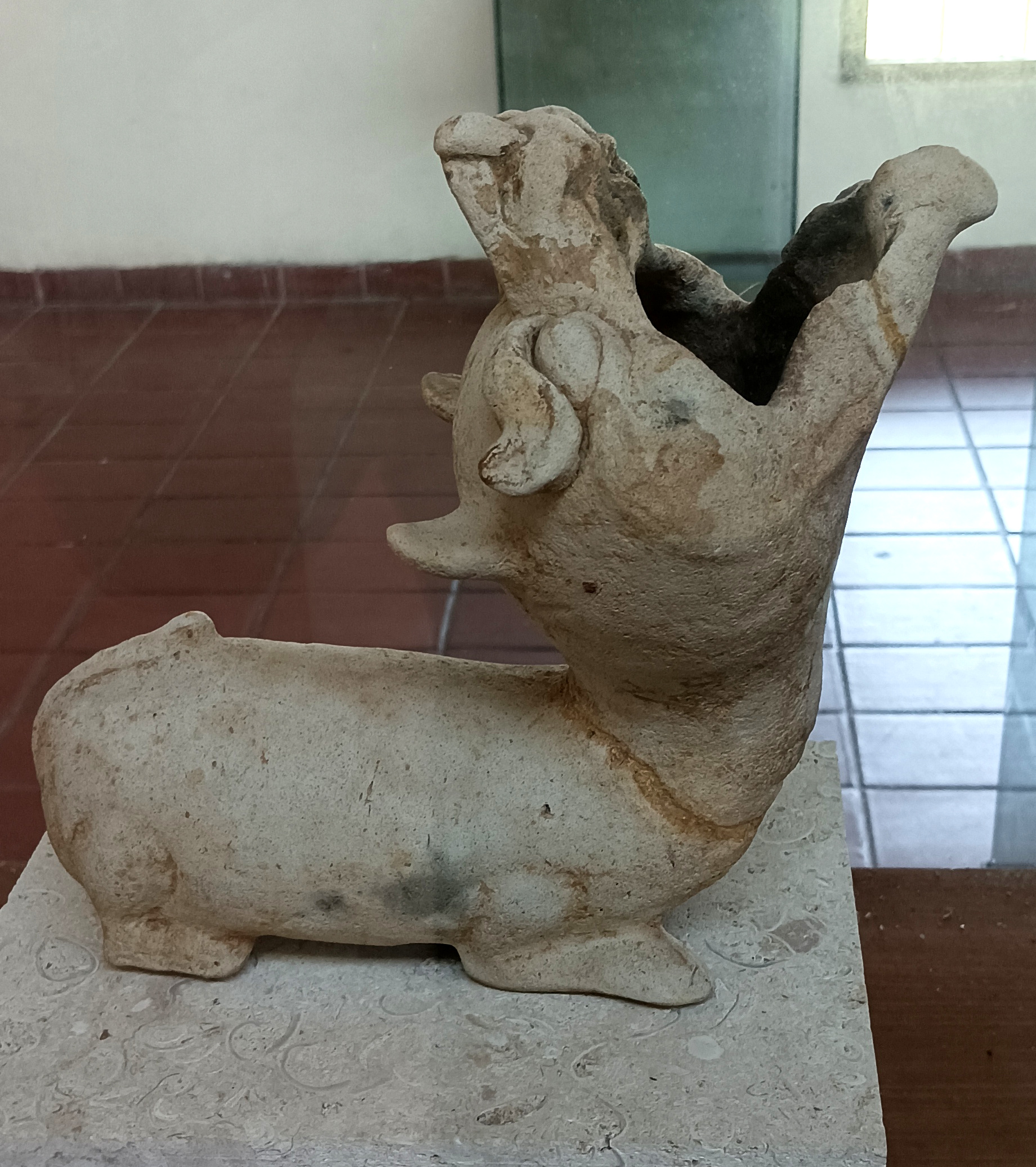
Зооморфная ольмекская фигурка, вероятно, курильница
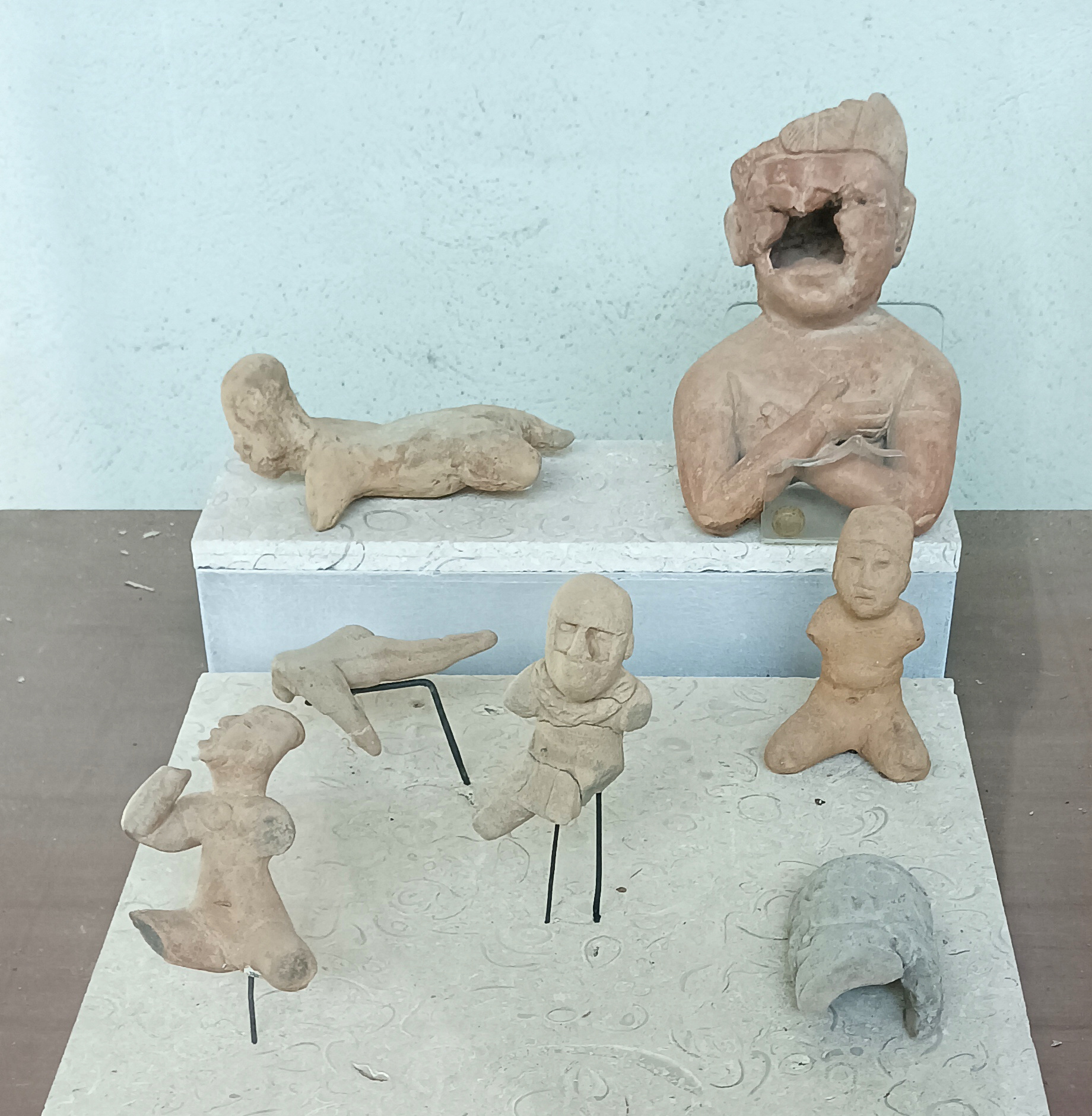
Антропоморфные ольмекские фигурки
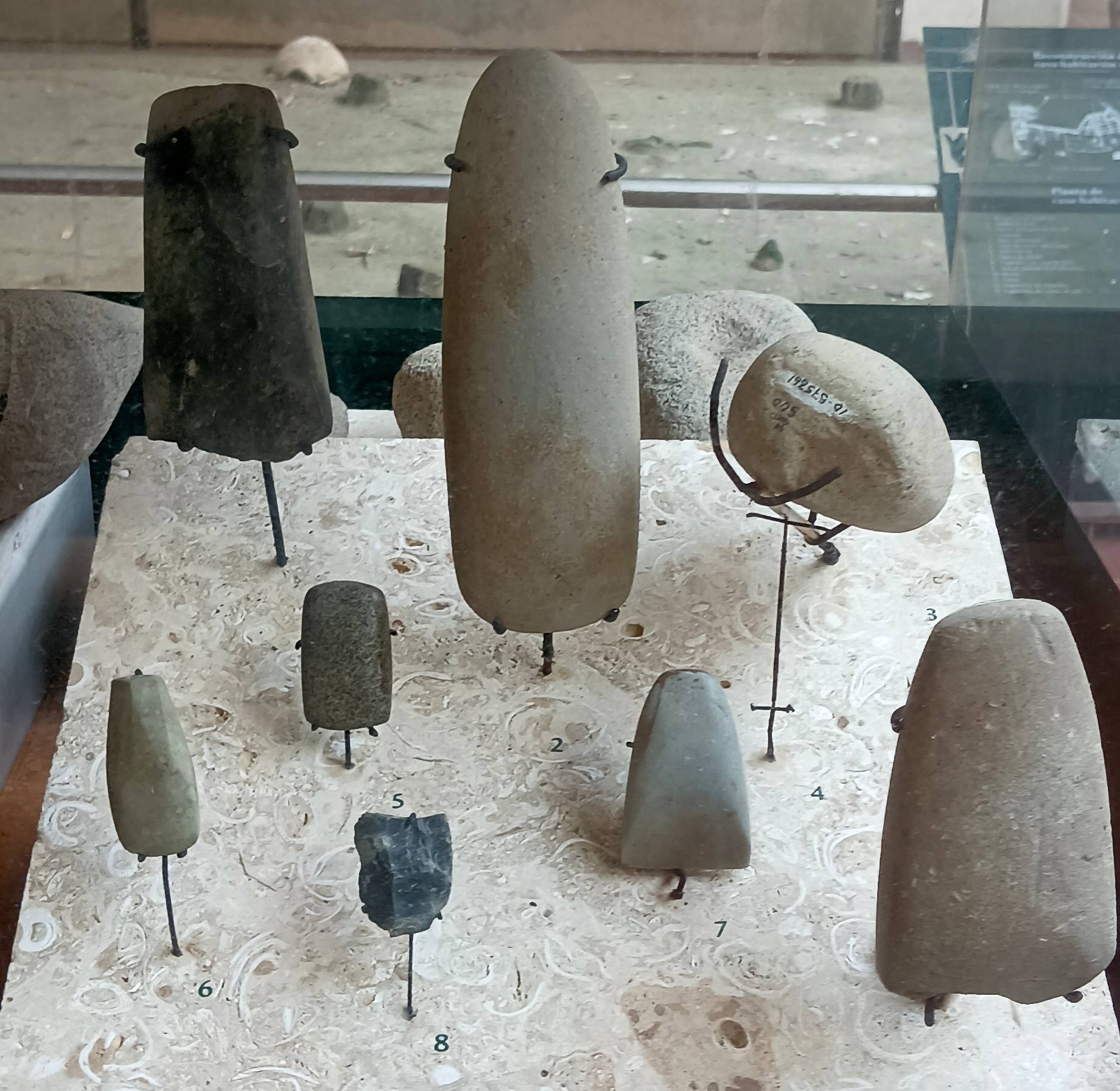
Коллекция каменных топоров и других режущих инструментов
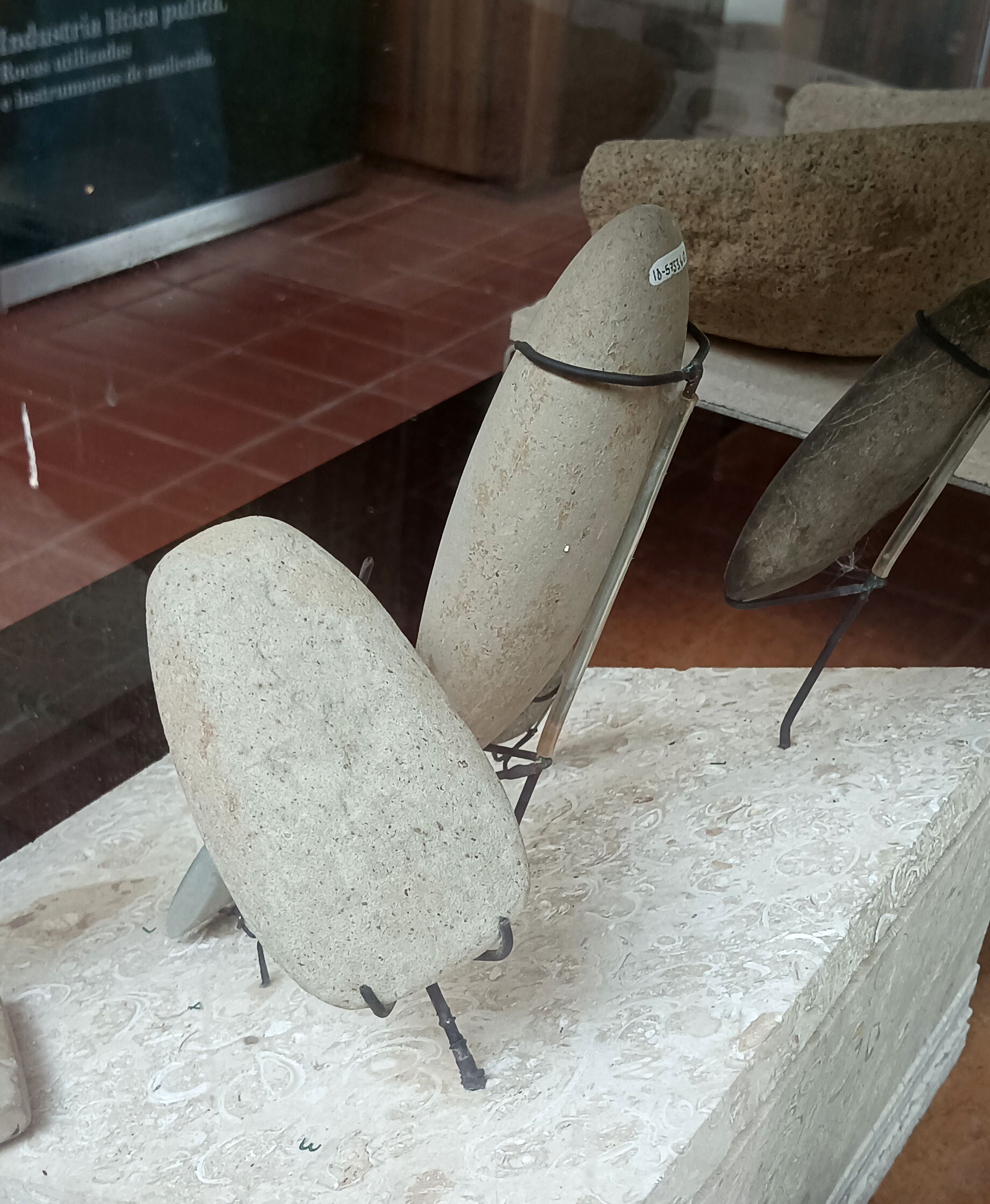
Коллекция каменных топоров
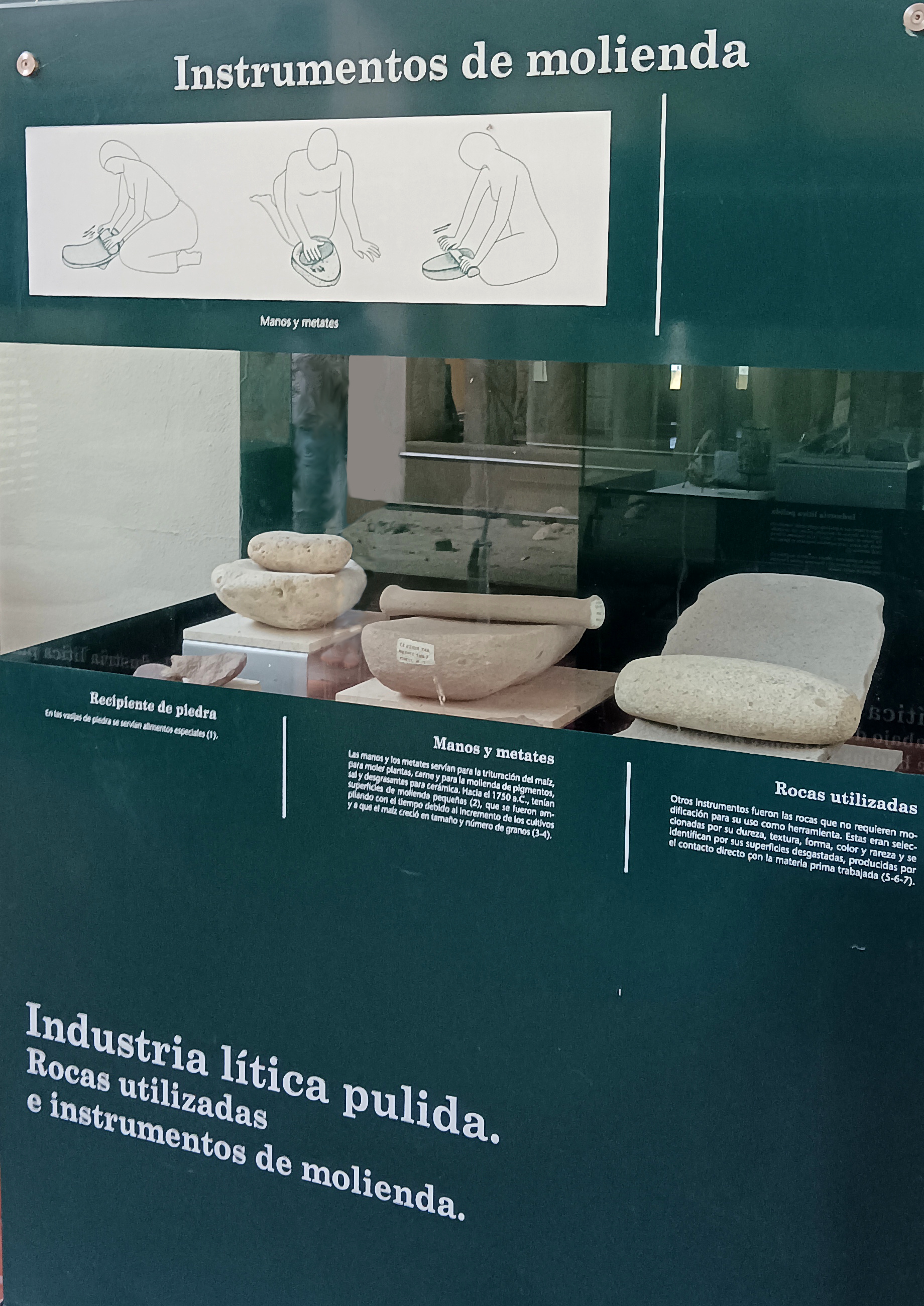
Коллекция метатов и инструментов для помола
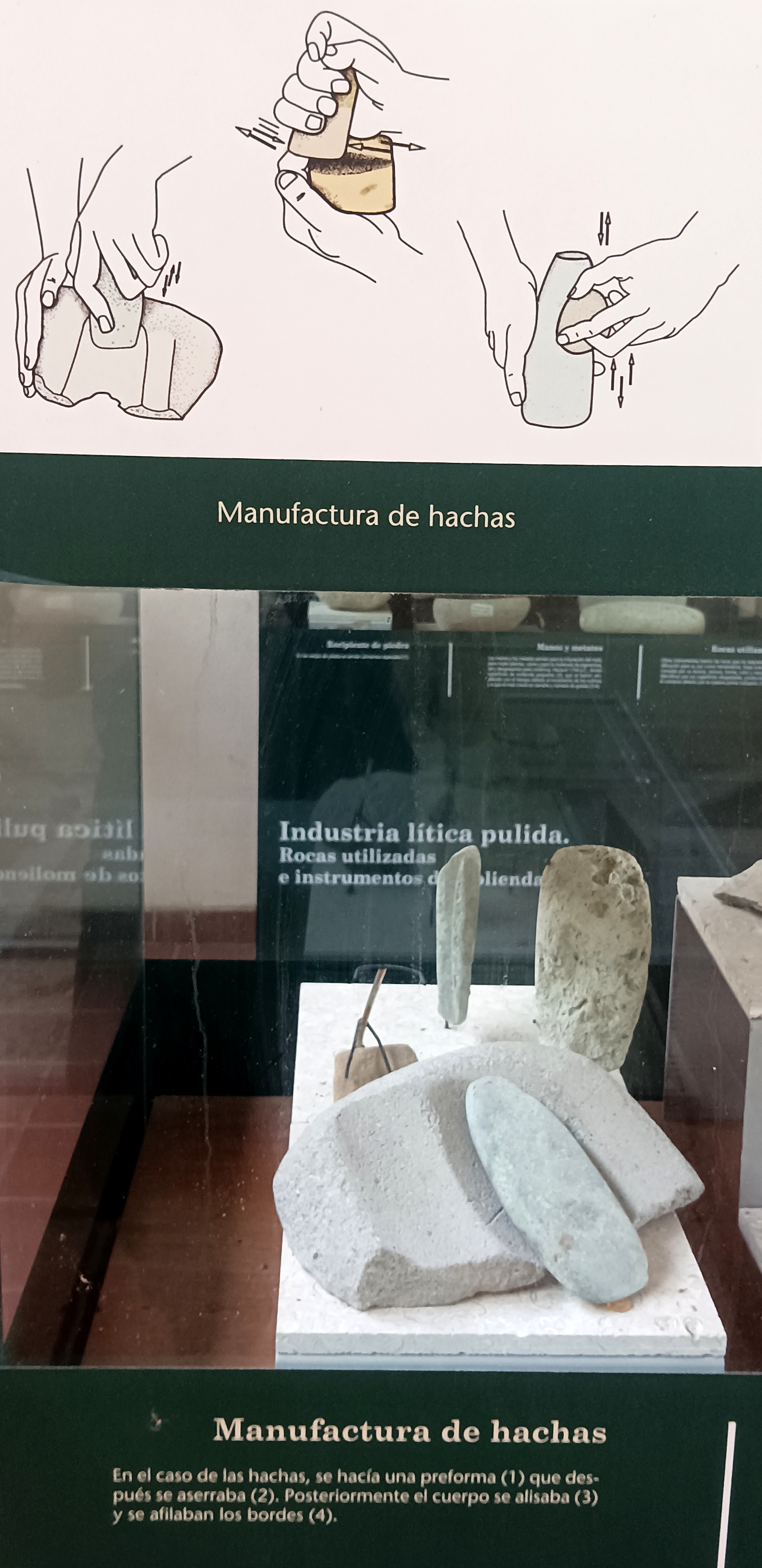
Объяснение изготовления каменных топоров
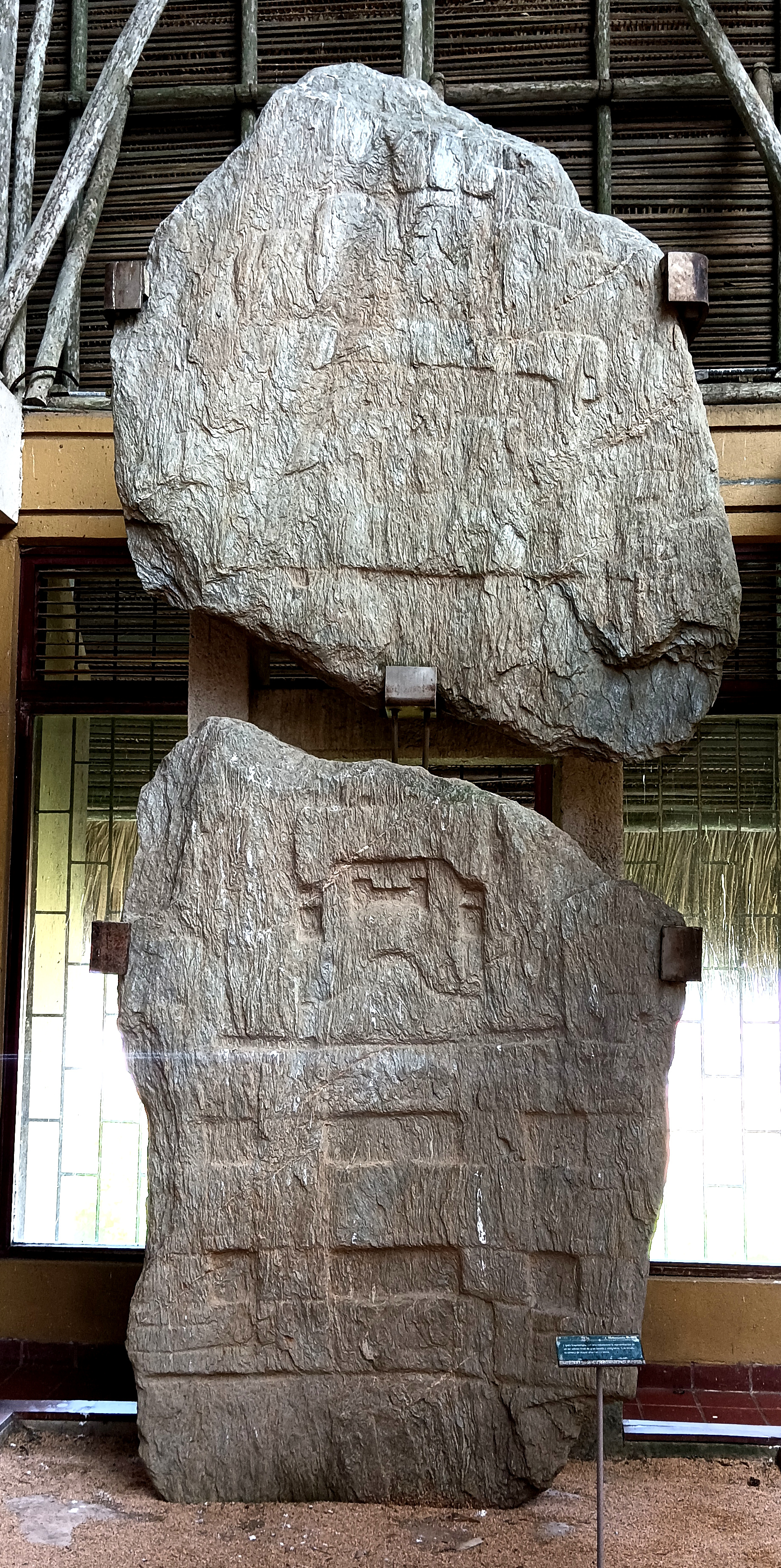
Памятник 25-26
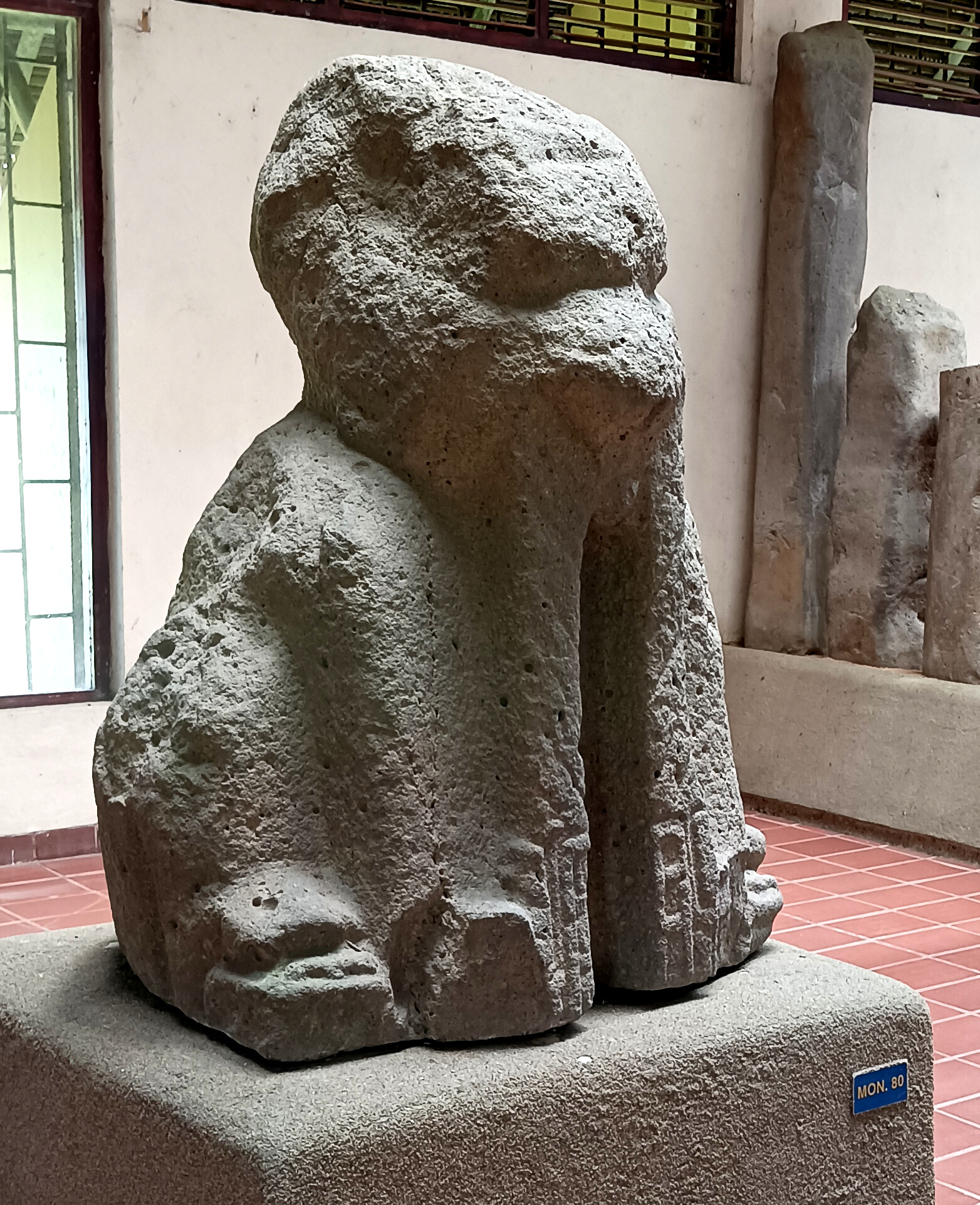
Памятник 80
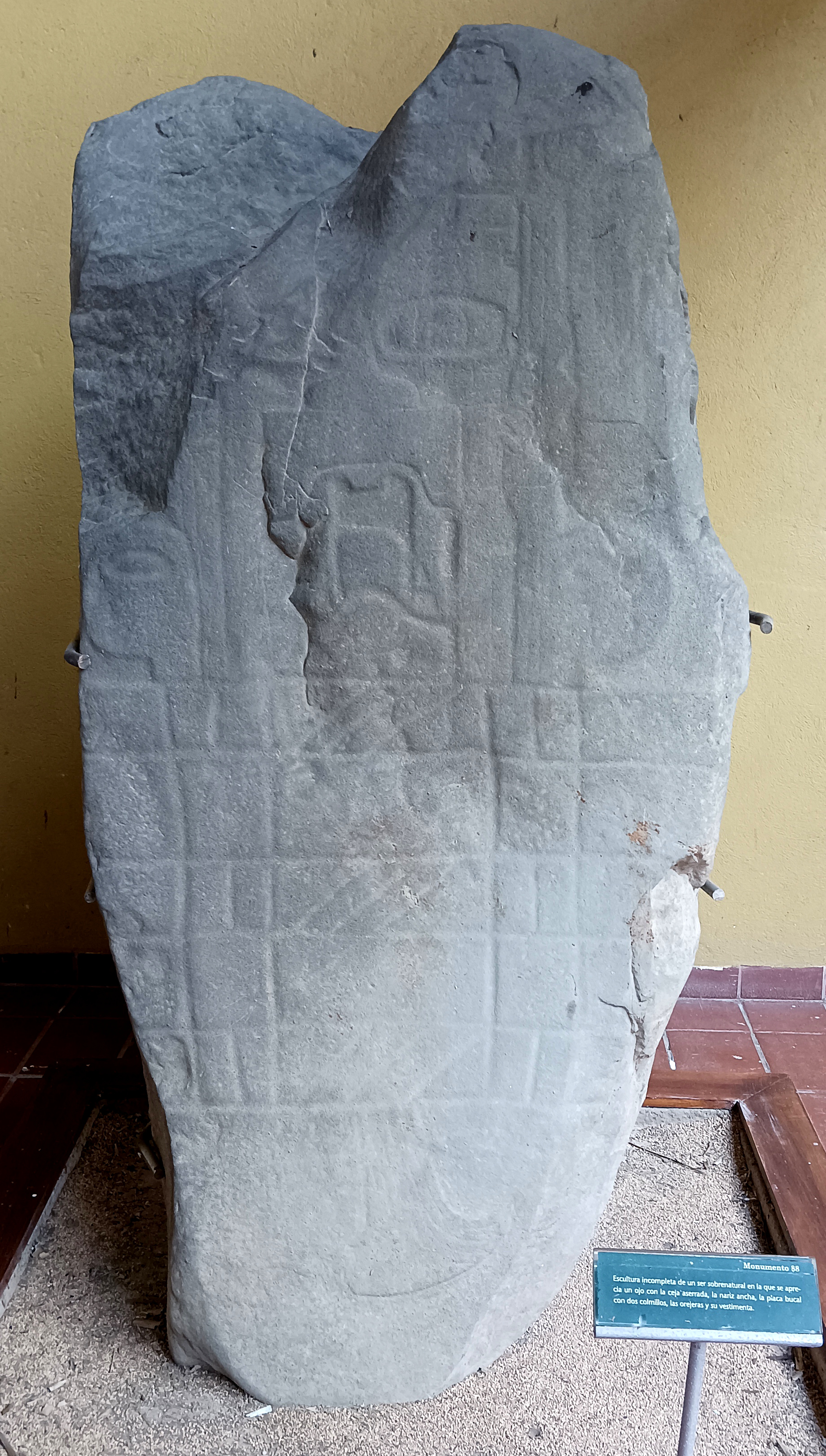
Памятник 88
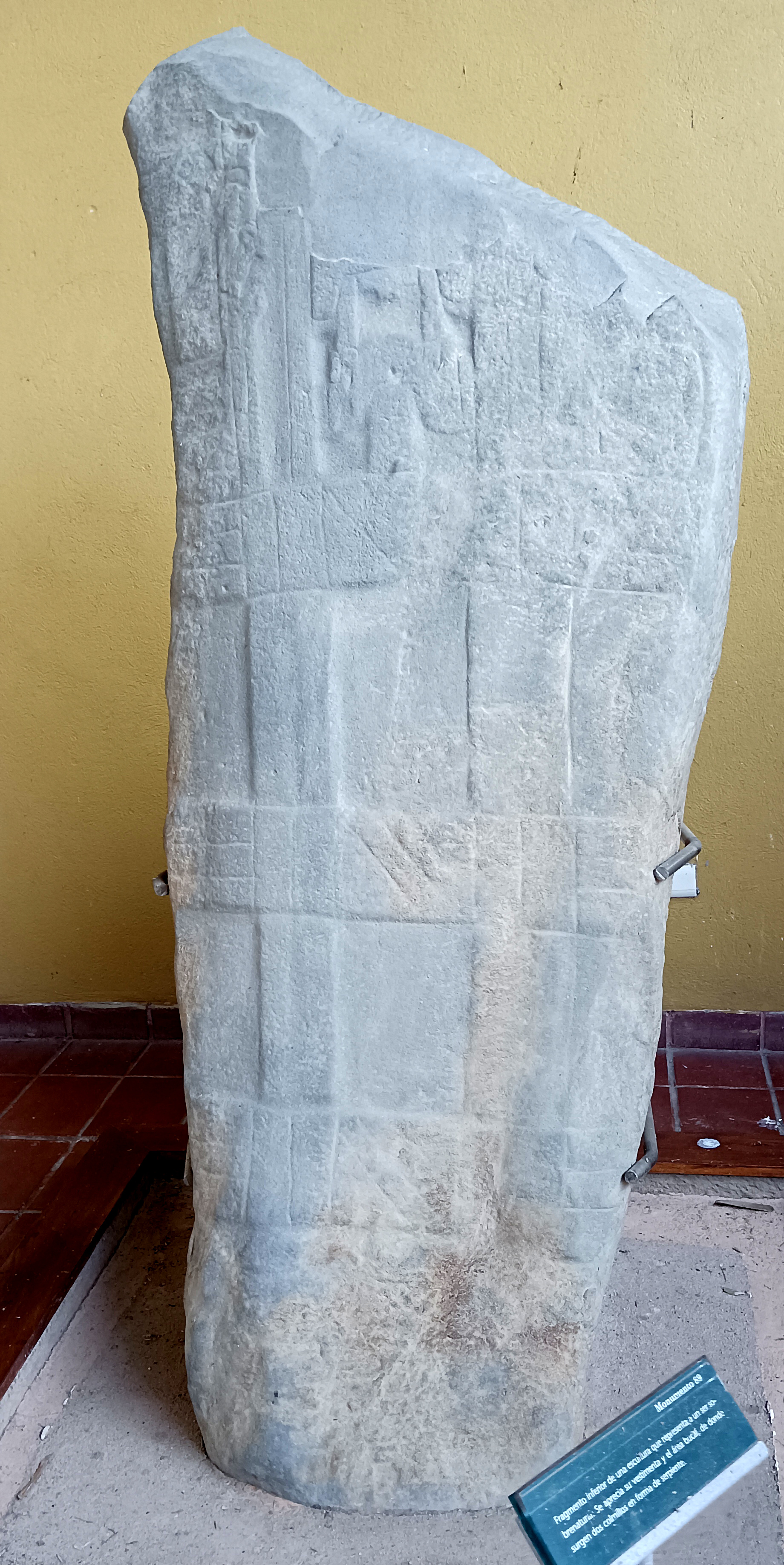
Памятник 89
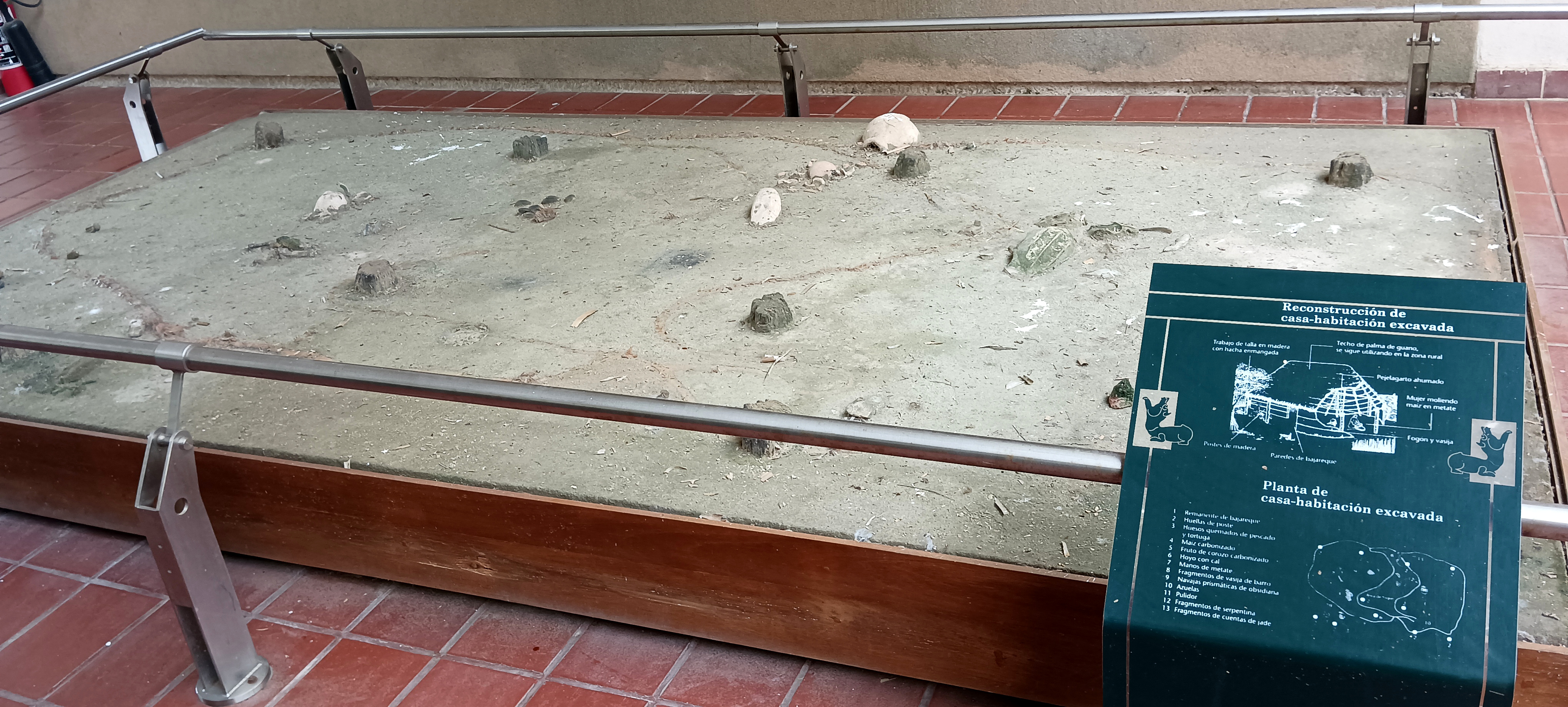
Реконструкция плана жилища ольмеков
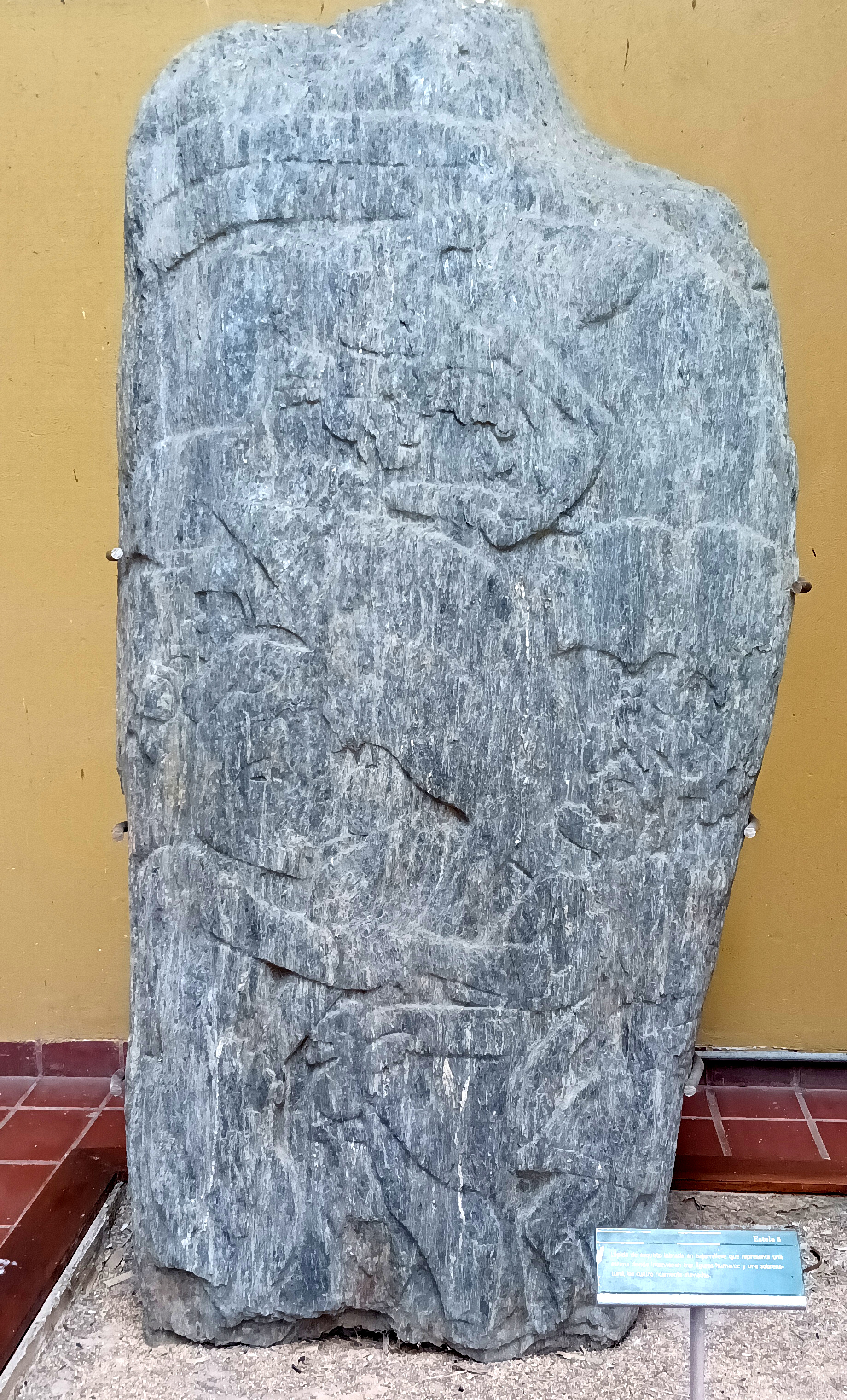
Стела 5, сделанная из серпентина